# Berlin (Vermont)
Berlin es un pueblo ubicado en el condado de Washington en el estado estadounidense de Vermont. En el año 2010 tenía una población de 2,887 habitantes y una densidad poblacional de 30 personas por km².

## Geografía
Berlin se encuentra ubicado en las coordenadas 44°12′55″N 72°35′10″O / 44.21528, -72.58611.

## Demografía
Según la Oficina del Censo en 2000 los ingresos medios por hogar en la localidad eran de $42,014 y los ingresos medios por familia eran $52,895. Los hombres tenían unos ingresos medios de $31,703 frente a los $26,210 para las mujeres. La renta per cápita para la localidad era de $20,312. Alrededor del 7.1% de la población estaban por debajo del umbral de pobreza.